# Agustín Manzo
Pour les articles homonymes, voir Manzo.
Agustín Manzo Ponce, né le 16 octobre 1958 à Mexico (Mexique), est un footballeur international mexicain qui évolue au poste d'attaquant.

## Palmarès

### En club
- Finaliste du Championnat du Mexique en 1987 et 1989 avec le CD Cruz Azul
- Finaliste de la Coupe du Mexique en 1988 avec le CD Cruz Azul

### En équipe nationale
- Finaliste de la Coupe du monde des moins de 20 ans en 1977

## Statistiques

### En équipe nationale
Agustín Manzo connaît trois sélections avec l'équipe du Mexique des moins de 20 ans en 1977 pour la Coupe du monde. Il connaît aussi sept sélections avec l'équipe du Mexique entre 1980 et 1984.